# Nais aquatica
Nais aquatica är en svampart som beskrevs av K.D. Hyde 1992. Nais aquatica ingår i släktet Nais och familjen Halosphaeriaceae.   Inga underarter finns listade i Catalogue of Life.